# Писаревщина (Гадячский район)
Писаревщина (укр. Писарівщина) — село,
Беленченковский сельский совет,
Гадячский район,
Полтавская область,
Украина.
Код КОАТУУ — 5320480409. Население по переписи 2001 года составляло 114 человек.

## Географическое положение
Село Писаревщина примыкает к селу Сары, 
на расстоянии до 1 км находятся сёла Беленченковка, Островерховка и Ореханово.
По селу протекает пересыхающий ручей с запрудой.

## История
- 1870 — основано как хутор Яновщина, к 01.09.1946 переименовано в хутор Ярки.
- 1950 — переименовано в село Писаревщина.